# Lena Baker
Pour les articles homonymes, voir Baker.
Lena Baker (née le 8 juin 1900 à Cuthbert et morte le 5 mars 1945 à Reidsville) est une domestique afro-américaine de Géorgie, aux États-Unis. Elle est reconnue coupable du meurtre d'un homme blanc, Ernest Knight. Elle est exécutée par l'État de Géorgie en 1945 à la prison d'État de Géorgie (en). Baker est la seule femme de Géorgie à être exécutée par électrocution,.
Cette exécution s'inscrit dans une période de plusieurs décennies de suppression des droits civiques des citoyens noirs dans une Géorgie à majorité blanche. Depuis le début du siècle, l'État privait les Noirs de leurs droits civiques et leur imposait une ségrégation raciale légale et un statut de seconde classe. Lors du procès, un journal local rapporte que Baker est détenue comme une « esclave » par Knight et qu'elle l'a abattu en état de légitime défense lors d'une bagarre.
En 2005, soixante ans après son exécution, l'État de Géorgie lui accorde une grâce totale et inconditionnelle. Une biographie de Baker a été publiée en 2001 et adaptée pour le film The Lena Baker Story (en) (2008), relatant les événements de sa vie, son procès et son exécution.